# Tryphana malmii
Tryphana malmii is een vlokreeftensoort uit de familie van de Tryphanidae. De wetenschappelijke naam van de soort is voor het eerst geldig gepubliceerd in 1871 door Boeck.